# Анисимов, Владимир Николаевич (учёный)
Влади́мир Никола́евич Ани́симов (7 декабря 1945, Ленинград — 16 ноября 2024) — советский и российский учёный-геронтолог. Доктор медицинских наук (1984), профессор (1996), член-корреспондент РАН (2011), заслуженный деятель науки Российской Федерации (2019).

## Биография
Окончил с отличием 2-е Ленинградское медицинское училище (1962). Затем также с отличием окончил 1-й Ленинградский медицинский институт (1968). С 1965 года работал в НИИ онкологии им. Н. Н. Петрова, где с 1987 года являлся руководителем лаборатории канцерогенеза и старения и с 1999 года — отдела канцерогенеза и онкогеронтологии. Подготовил 11 докторов и 27 кандидатов наук.
Главный редактор журнала «Успехи геронтологии» и «Вестника Геронтологического общества РАН». Член редколлегий журналов «Клиническая геронтология» (Москва); «Проблемы старения и долголетия» (Киев); «Aging (Albany, N.Y.)» (USA); «Aging Research Reviews»;«Current Aging Science» (Indianapolis, USA); «Current Gerontology and Geriatrics Research» (New York, USA); «Experimental Gerontology» (Elsevier); «Geriatric & Medical Intelligence» (Milan, Italy); «Journal of Experimental and Integrative Medicine»; «The Open Longevity Journal» (USA); «Turkish Journal of Geriatrics»;
- президент Геронтологического общества при PАН (с 1994 г.); член Комиссии по канцерогенным веществам Минздрава РФ; член проблемной комиссии «Хронобиология и хрономедицина» РАМН; эксперт РАН; член Совета Международной ассоциации геронтологии и гериатрии (МАГГ) и Совета Европейского отделения МАГГ; эксперт ВОЗ (Международная программа химической безопасности); эксперт Международного агентства по изучению рака ВОЗ (Лион, Франция); эксперт Программы ООН по старению;
- председатель Совета Сателлитного Центра Института старения ООН для стран Восточной Европы (Санкт-Петербург); член Научного совета программы FUTURAGE Европейского союза;
- Академик РАЕН (с 2008 г.; член-корреспондент с 1996 г.).

Анисимов установил, что при воздействии различных химических канцерогенных агентов в организме животных ускоряется развитие гормонально-метаболических нарушений, свойственных естественному старению и способствующих процессу канцерогенеза. Им экспериментально установлены основополагающие закономерности влияния возраста на чувствительность организма к действию различных канцерогенных агентов (экзогенных и эндогенных), лежащие в основе возрастного увеличения частоты злокачественных новообразований.
Умер 15 ноября 2024 года после продолжительной болезни в возрасте 78 лет.

## Награды
- Медаль «За освоение целинных земель» (1964)
- XXIV премия Казали (Италия) за работы по проблеме «Рак и старение» (1990)
- Медаль П. Л. Капицы «Автору научного открытия» (1997)
- Медаль И. П. Павлова «За развитие медицины и здравоохранения» (1999)
- Премия им. В. Х. Василенко Президиума РАМН за лучшую работу по терапии и гастроэнтерологии (2001)
- Медаль Минздрава РФ «За заслуги перед отечественным здравоохранением» (2002)
- Диплом и медаль Научного совета по геронтологии и гериатрии РАМН и МЗ РФ (2003)
- Медаль П. Эрлиха и диплом «За особые заслуги в профилактической и социальной медицине» Европейской академии естественных и социальных наук (Ганновер, Германия) (2005).
- Медаль и почётный диплом «За выдающиеся достижения в изучении старения и вклад в развитие геронтологической науки в Европе», Европейское региональное отделение Международной ассоциации геронтологии и гериатрии, (2011)

## Публикации
Автор 20 монографий и сотен статей.
- Alexandrov V.A., Anderson E.L., Anisimov V.N., Berry C.L., Napalkov N.P. et al. Principles for Evaluating Health Risks to Progeny Associated with Exposure to Chemicals During Pregnancy (Environmental Health Criteria 30). — Geneva: W.H.O., 1984. — 177 p.
- Age-Related Factors in Carcinogenesis / Likhachev A., Anisimov V., Montesano R., Eds. (IARC Sci. Publ. No 58). — Lyon: IARC, 1985. — 288 p.
- Amin-Zaki L., Anisimov V.N., Bababunmi E.A., Baltrop D., Becking G. et al. Principles for Evaluating Health Risk from Chemicals during Infancy and Early Chilhood: The Need for a Special Approaches (Envronmental Health Criteria 59). — Geneva: W.H.O., 1986.-73 p.
- Anisimov V.N. Carcinogenesis and Aging, Vols. 1 & 2. — Boca Raton, FL: CRC Press, Inc., 1987. — Vol. 1 — 168 p.; Vol. 2 — 146 p.
- Александров В. А., Anderson E.L., Анисимов В. Н., Berry C.L., Напалков Н. П. и др. Принципы оценки риска для потомства в связи с воздействием химических веществ в период беременности. Гигиенические критерии состояния окружающей среды 30. — Женева: ВОЗ, 1988. — 156 c.
- Слепушкин В. Д., Анисимов В. Н., Хавинсон В. Х., Морозов В. Г., Васильев Н. В., Косых В. А. Эпифиз, иммунитет и рак (теоретические и клинические аспекты). — Томск: Изд-во Томского ун-та, 1990. — 148 с.
- Anisimov V.N., Birnbaum L., Butenko G., Cooper R., Fabris N. et al. Principles for Evaluating Chemical Effects on the Aged Population (Environmental Health Criteria 144). — Geneva: WHO, 1993. — 159 p.
- Vorobtsova, I. E., Aliyakparova, L. M., & Anisimov, V. N. (1993). Promotion of skin tumors by 12-O-tetradecanoylphorbol-13-acetate in two generations of descendants of male mice exposed to X-ray irradiation. Mutation Research/Fundamental and Molecular Mechanisms of Mutagenesis, 287(2), 207—216.
- Анисимов В. Н., Birnbaum L., Бутенко Г., Cooper R.L. и др. Гигиенические критерии состояния окружающей среды 144. Принципы оценки эффектов химического воздействия на популяцию пожилых людей. — Женева: ВОЗ, 1994. — 160 с.
- Анисимов В. Н., Соловьев М. В. Эволюция концепций в геронтологии. — СПб.: Эскулап, 1999. — 130 c.
- Анисимов В. Н., Кветной И. М., Комаров Ф. И., Малиновская Н. К., Рапопорт С. И. Мелатонин в физиологии и патологии желудочно-кишечного тракта. — М.: «Советский спорт», 2000. — 184 с.
- Анисимов В. Н. Молекулярные и физиологические механизмы старения. — СПб: Наука, 2003. — 468 с.
- Хавинсон В. Х., Анисимов В. Н. Пептидные биорегуляторы и старение. — СПб: Наука, 2003. — 232 с.
- Мелатонин в норме и патологии / Под ред. Комарова Ф. И., Рапопорта С. И., Малиновской Н. К., Анисимова В. Н. — М.: ИД Медпрактика-М, 2004. — 308 с.
- Рак у пожилых / Под ред. Анисимова В. Н., Моисеенко В. М., Хансона К. П. — СПб.: Изд-во Н-Л, 2004. — 336 c.
- Михайлова О. Н., Анисимов В. Н., Сидоренко А. В. Развитие геронтологии в России: роль международного сотрудничества. — СПб.: ООО «Фирма КОСТА», 2005. — 240 с.
- Хавинсон В. Х., Анисимов C.В., Малинин В. В., Анисимов В. Н. Пептидная регуляция генома и старение. — М.: Издательство РАМН, 2005. — 208 с.
- Геронтология in silico: становление новой дисциплины. Математические модели, анализ данных и вычислительные эксперименты/ Под ред. Марчука Г. И., Анисимова В. Н., Романюхи А. А., Яшина А. И.. — М.: изд-во БИНОМ. Лаборатория знаний, 2007. — 535 с.
- Анисимов В. Н. Молекулярные и физиологические механизмы старения: В 2 т. — 2-е изд., пере-раб. и доп. — СПб.: Наука, 2008. — Т.1. — 481 с. — Т.2. — 434 с.
- Виноградова И., Анисимов В. Световой режим, препараты эпифиза, старение и продолжительность жизни. Экспериментальное исследование. Saarbrucken: LAP LAMBERT Academic Publishing.2012.- 444 p.
- Виноградова И. А., Анисимов В. Н. Световой режим Севера и возрастная патология. — Петрозаводск: ПетроПресс, 2012.- 128 с.
- Онкогеронтология : Руководство для врачей / Под ред. В. Н. Анисимова, А. М. Беляева.- СПб: Издательство АННМО «Вопросы онкологии», 2017. −512 с.